# قلعه گرتین دی لاپوئر

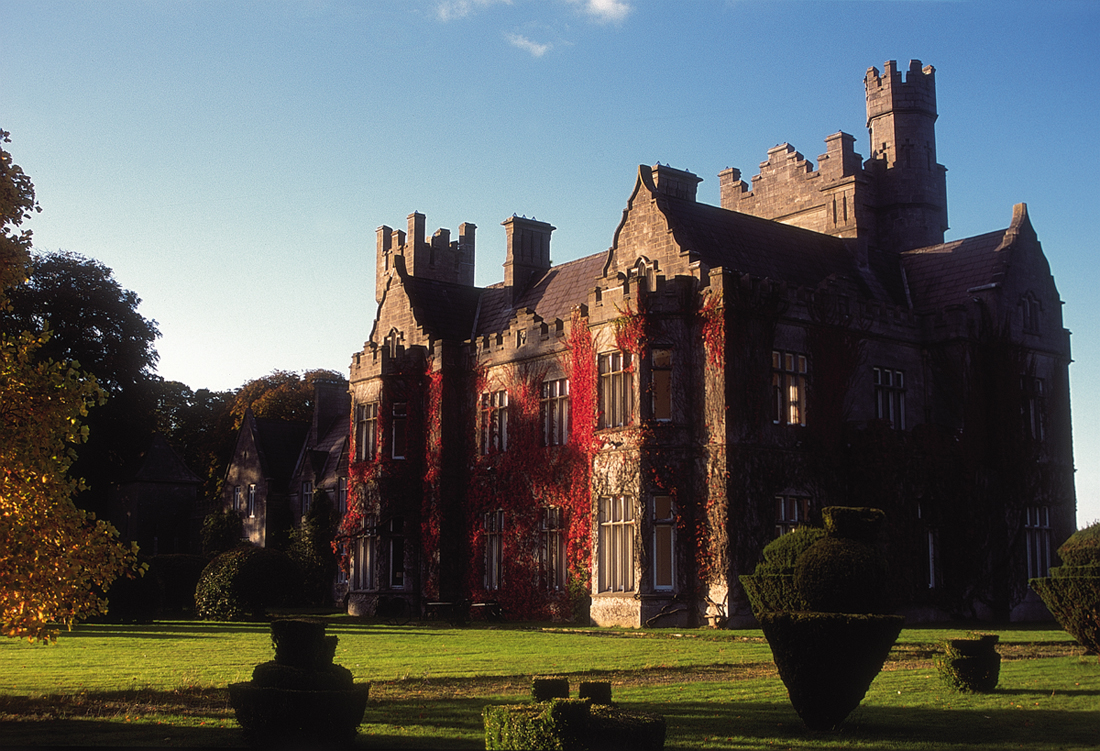
قلعه گرتین دی لاپوئر

قلعه گرتین دی لاپوئر (انگلیسی: Castle Gurteen de la Poer) یک خانه تاریخی در شهرستان واترفورد ایرلند است. این خانه در جنوب روستای کیل‌شیلن قرار دارد.

## مالکیت
این خانه از آنِ خاندان لاپوئر در ایرلند بوده است. در سال ۱۹۹۸، گاتفرید هلن‌واین این خانه را خرید.